# Comté de Wayne (Virginie-Occidentale)
Pour les articles homonymes, voir Comté de Wayne.
Le comté de Wayne est un comté des États-Unis situé dans l’État de Virginie-Occidentale. En 2000, la population était de 42 903 habitants. Son siège est Wayne. Le comté fait partie de l'aire urbaine de Huntington-Ashland et l'Interstate 64 le traverse.

## Principales villes
- Ceredo
- Fort Gay
- Huntington (en partie dans le comté bien que la majorité se trouve dans le comté de Cabell)
- Kenova
- Wayne